# Донгтхап

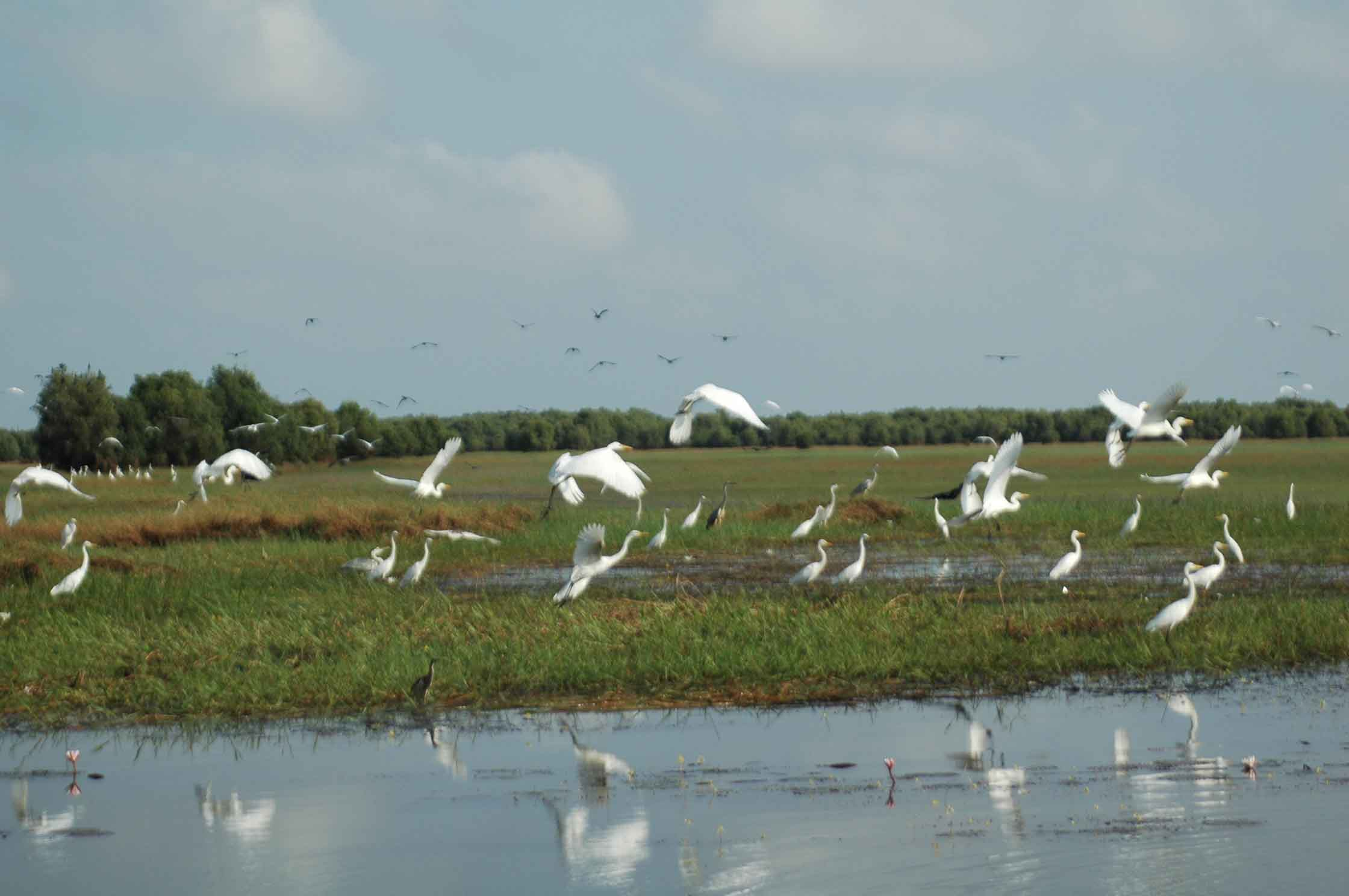
Национальный парк Чамтим (Донгтхап)

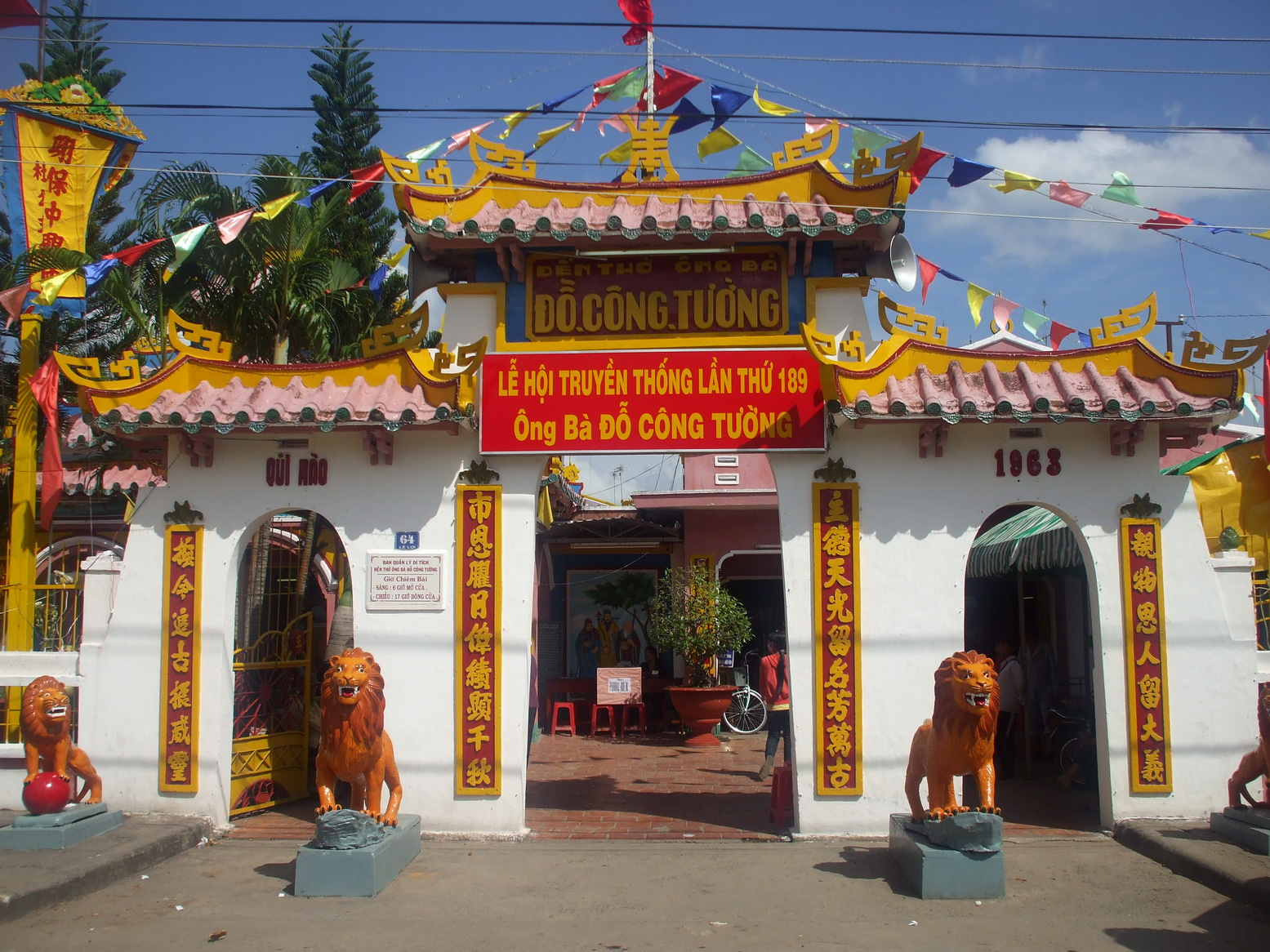
Вход в храм в Каолане

Донгтха́п (вьет. Đồng Tháp, тьы-ном 銅塔) — провинция в южной части Вьетнама, в дельте реки Меконг. Административный центр провинции — город Каолань (Cao Lãnh) — находится в 162 км от Хошимина.

## География
Провинция Донгтхап находится в низменной местности, её средние высоты около 1—2 метров. На севере провинция граничит с Камбоджей, на юге — с провинцией Виньлонг и городом центрального подчинения Кантхо, на востоке — с провинциями Тьензянг и Лонган, на западе — с провинцией Анзянг.

## Административное деление
Административно провинция Донгтхап делится на:
- город провинциального подчинения Каолань
- город провинциального подчинения Шадек
- город Хонгнгы

и 9 уездов:
- Каолань (Cao Lãnh);
- Тяутхань (Châu Thành);
- Хонгнгы (Hồng Ngự);
- Лайвунг (Lai Vung);
- Лапво (Lấp Vò);
- Тамнонг (Tam Nông);
- Танхонг (Tân Hồng);
- Тханьбинь (Thanh Bình);
- Тхапмыой (Tháp Mười).

## Природа
Национальный парк Чамтим (вьет. Tràm Chim), уезд Тамнонг, насчитывает 140 видов лекарственных растений, 40 видов рыб, десятки видов рептилий и многих других животных, а также 198 видов птиц.

## Экономика
Основа экономики — сельское хозяйство: выращивание овощей и фруктов, сахарного тростника, табака, хлопка.

## Спорт
В высшей футбольной лиге провинцию представляет клуб «Донгтхап».